# Boechera cobrensis
Boechera cobrensis là một loài thực vật có hoa trong họ Cải. Loài này được (M.E.Jones) Dorn mô tả khoa học đầu tiên năm 2001.